# Pierre Pomme

Pierre Pomme (1735–1812)

Pierre Pomme (* 1735 in Arles; † 1812 in Montpellier (?)) war ein französischer Arzt.

## Leben
Der aus Arles stammende Pierre Pomme wurde 1735 geboren und war zu seinen Lebzeiten medizinischer Hochschullehrer an der Universität Montpellier. Er erwarb den Titel eines Hofarztes beim französischen König („Medecin consultant du Roi“).

## Leistungen

Titelblatt der 3. Auflage des Werks über die „Dämpfe“ (vapeurs) 1767

Pomme gilt als Vorläufer der Psychiatrie. Er befasste sich zwei Jahre nach Joseph Raulin (1708–1748) mit den „vapeurs“ (Dämpfen). Diese galten in der damals humoralpathologisch ausgerichteten Medizin als Krankheitskonstitution. Die Dämpfe wurden jedoch später dem Nervensystem zugeschrieben. Im Gegensatz zu seinem Vorgänger Raulin vertrat Pomme die Auffassung, dass die an den „vapeurs“ leidenden Personen nicht nur Frauen sind. Die Ursache des Leidens bestehe in der Austrocknung und Verhärtung der Nerven („racornissement des nerfs“). Diese Auffassung war jedoch humoralpathologisch bestimmt. Das Werk erreichte einen gewissen Bekanntheitsgrad, da es mehrere Auflagen und auch Übersetzungen im Ausland erfuhr. Pomme hat sich jedoch vor allem dadurch verdient gemacht, dass er mit Thomas Sydenham, George Cheyne, Robert Whytt u. a. die Symptome der Hysterie und der Hypochondrie beschrieb.

## Werke
- Pomme, Pierre & John Berkenhout: Treatise on Hysterical and Hypochondriacal Diseases. In Which a New and Rational Theory Is Proposed, and a … Cure Recommended … Nabu Press, Neuauflage 2010, ISBN 978-1-173-31415-6
- Pomme, Pierre: Traité des affections vaporeuses des deux sexes ou maladies nerveuses vulgairement appelées maux de nerfs. Lyon 1763